# Thanon Mittraphap

Straßenschild

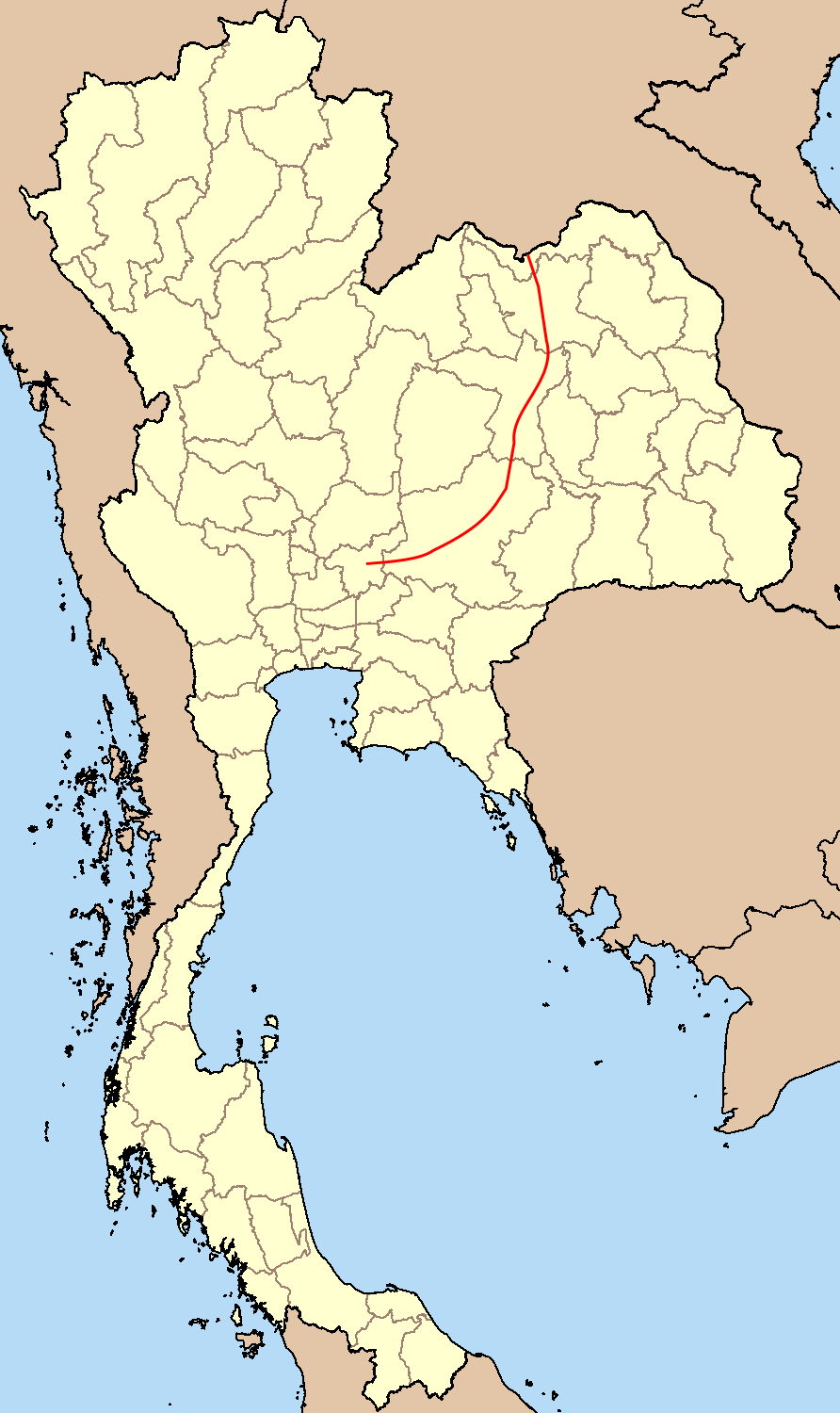
Verlauf der Thanon Mittraphap in Thailand

Thanon Mittraphap (thailändisch ถนนมิตรภาพ – „Straße der Freundschaft“ oder Nationalstraße Nr. 2 – Thang Luang Phaen Din Mai Lek 2 ทางหลวงแผ่นดินหมายเลข 2, im englischen Sprachgebrauch „Friendship Highway“ oder Thailand Route 2) ist neben der Thanon Phahonyothin, der Thanon Sukhumvit und der Thanon Phetkasem eine der vier wichtigsten Schnellstraßen in Thailand. Sie wurde von den USA von 1955 bis 1957 angelegt, um die Versorgung während des Vietnamkrieges zu verbessern.

## Straßenverlauf
Die Schnellstraße ist 559,5 km lang und beginnt an der Thanon Phahonyothin in Saraburi, führt über Nakhon Ratchasima, Khon Kaen, Udon Thani und endet heute in Nong Khai an der Thailändisch-Laotischen Freundschaftsbrücke am Mekong. In den 1990er Jahren wurde die Fernstraße Nr. 2 vierspurig ausgebaut. Thanon Mittraphap ist Bestandteil des Asian Highway AH12 und ist die wichtigste Straßenverbindung in die Nordostregion (Isan) und nach Laos.

## Kartenmaterial
- ThinkNet: Road Map of Thailand. MapMagic CD + Paper Map. Multi-Purposes Bilingual Mapping Software, Bangkok, 2008.

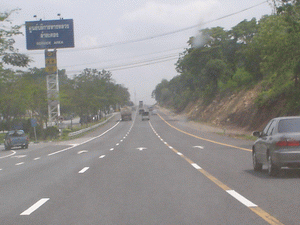
Mehrspurig ausgebaute Thanon Mittraphap
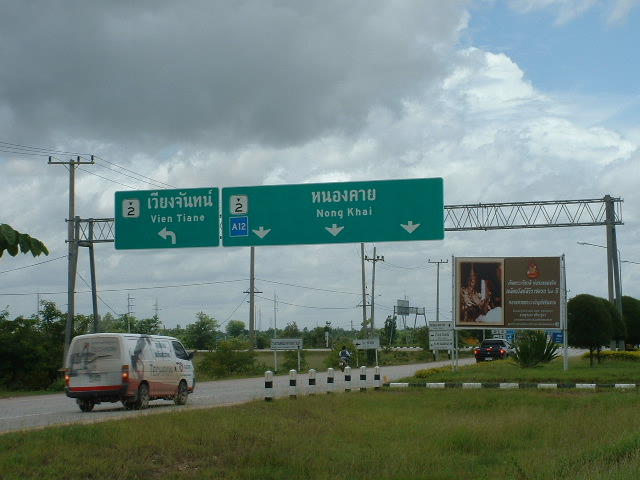
Thanon Mittraphap in Nong Khai
Thailändisch-Laotische Freundschaftsbrücke